# Koprzywnica (gemeente)
De gemeente Koprzywnica is een stad- en landgemeente in het Poolse woiwodschap Święty Krzyż, in powiat Sandomierski.
De zetel van de gemeente is in Koprzywnica.
Op 30 juni 2004 telde de gemeente 7101 inwoners.

## Oppervlakte gegevens
In 2002 bedroeg de totale oppervlakte van gemeente Koprzywnica 69,19 km², waarvan:
- agrarisch gebied: 85%
- bossen: 4%

De gemeente beslaat 10,24% van de totale oppervlakte van de powiat.

## Demografie
Stand op 30 juni 2004:
| Omschrijving                   | Totaal | Totaal | Vrouwen | Vrouwen | Mannen | Mannen |
| ------------------------------ | ------ | ------ | ------- | ------- | ------ | ------ |
| eenheid                        | aantal | %      | aantal  | %       | aantal | %      |
| inwoners                       | 7101   | 100    | 3628    | 51,1    | 3473   | 48,9   |
| bevolkingsdichtheid (inw./km²) | 102,6  | 102,6  | 52,4    | 52,4    | 50,2   | 50,2   |

In 2002 bedroeg het gemiddelde inkomen per inwoner 1346,15 zł.

## Plaatsen
miasto:
- Koprzywnica

sołectwa:
- Beszyce
- Błonie
- Ciszyca
- Dmosice
- Gnieszowice
- Kamieniec
- Krzcin
- Łukowiec
- Niedźwice
- Postronna
- Sośniczany
- Świężyce
- Trzykosy
- Zbigniewice-Kolonia
- Zbigniewice-Wieś

osiedla:
- Cegielnia
- Zarzecze

## Aangrenzende gemeenten
Klimontów, Łoniów, Samborzec, Tarnobrzeg